# NHL 1933/34
Die NHL-Saison 1933/34 war die 17. Spielzeit in der National Hockey League. Neun Teams spielten jeweils 48 Spiele. Den Stanley Cup gewannen die Chicago Black Hawks nach einem 3:1-Erfolg in der Finalserie gegen die Detroit Red Wings. Nach der Jubelfeier in Chicago gab es bei den Hawks in der Sommerpause nur Grund zur Trauer. Mit dem Torwart Charlie Gardiner und dem Rookie Jack Leswick starben gleich zwei Spieler der Hawks nach Saisonende. Ein anderer Spieler konnte im Dezember schon seine Todesanzeige lesen. In einem überharten Spiel zwischen Bruins und Maple Leafs war Eddie Shore zuerst das Opfer eines überharten Angriffs von Torontos King Clancy. Als er dann zum Täter wurde, war Ace Bailey irrtümlich Zielscheibe seines Angriffs. Bailey wurde von hinten gecheckt und schlug mit dem Kopf auf dem Eis auf. Dabei zog er sich schwere Gehirnerschütterungen zu. In einem nahen Krankenhaus konnte sein Leben gerettet werden, er kehrte jedoch nie mehr als Spieler auf das Eis zurück. Am Tag nach dem Spiel war in einer Bostoner Zeitung seine Todesanzeige zu lesen. Shore wurde für 16 Spiele gesperrt. Um den invaliden Bailey zu unterstützen, trat am 14. Februar in Toronto eine Auswahlmannschaft mit dem „Sünder“ Eddie Shore zum ersten All-Star Game an. Der Erlös von 20.900 Dollar ging an King Clancy. Am 22. Februar 1934 wurde erstmals eine Rückennummer im Eishockey gesperrt. Der Geehrte war Lionel Hitchman von den Boston Bruins, dessen Trikotnummer 3 nie wieder vergeben wurde.

## Reguläre Saison

### Abschlusstabellen
Abkürzungen: W = Siege, L = Niederlagen, T = Unentschieden, GF= Erzielte Tore, GA = Gegentore, Pts = Punkte
| Canadian Division   | W  | L  | T  | GF  | GA  | Pts |
| ------------------- | -- | -- | -- | --- | --- | --- |
| Toronto Maple Leafs | 26 | 13 | 9  | 174 | 119 | 60  |
| Montréal Canadiens  | 22 | 20 | 6  | 99  | 101 | 50  |
| Montreal Maroons    | 19 | 18 | 11 | 117 | 122 | 49  |
| New York Americans  | 15 | 23 | 10 | 104 | 132 | 40  |
| Ottawa Senators     | 13 | 29 | 6  | 115 | 143 | 32  |

| American Division  | W  | L  | T  | GF  | GA  | Pts |
| ------------------ | -- | -- | -- | --- | --- | --- |
| Detroit Red Wings  | 24 | 14 | 10 | 113 | 98  | 58  |
| Chicago Blackhawks | 20 | 17 | 11 | 88  | 83  | 51  |
| New York Rangers   | 21 | 19 | 8  | 120 | 113 | 50  |
| Boston Bruins      | 18 | 25 | 5  | 111 | 130 | 41  |

### Beste Scorer
Abkürzungen: GP = Spiele, G = Tore, A = Assists, Pts = Punkte
| Spieler          | Team         | GP | G  | A  | Pts |
| ---------------- | ------------ | -- | -- | -- | --- |
| Charlie Conacher | Toronto      | 42 | 32 | 20 | 52  |
| Joe Primeau      | Toronto      | 45 | 14 | 32 | 46  |
| Frank Boucher    | NY Rangers   | 48 | 14 | 30 | 44  |
| Marty Barry      | Boston       | 48 | 27 | 12 | 39  |
| Cecil Dillon     | NY Rangers   | 48 | 13 | 26 | 39  |
| Nels Stewart     | Boston       | 48 | 21 | 17 | 38  |
| Busher Jackson   | Toronto      | 38 | 20 | 18 | 38  |
| Aurèle Joliat    | Montreal     | 48 | 22 | 15 | 37  |
| Hooley Smith     | Mtl. Maroons | 47 | 18 | 19 | 37  |
| Paul Thompson    | Chicago      | 48 | 20 | 16 | 36  |

## Stanley-Cup-Playoffs
|  | Viertelfinale | Viertelfinale         | Viertelfinale       |                   |                     | Halbfinale | Halbfinale        | Halbfinale |  |  | Stanley-Cup-Finale | Stanley-Cup-Finale | Stanley-Cup-Finale |
|  |               |                       |                     |                   |                     |            |                   |            |  |  |                    |                    |                    |
|  |               |                       |                     |                   |                     |            |                   |            |  |  |                    |                    |                    |
|  |               |                       |                     |                   |                     |            |                   |            |  |  |                    |                    |                    |
|  | C1            | Toronto Maple Leafs   | 2                   |                   |                     |            |                   |            |  |  |                    |                    |                    |
|  | C1            | Toronto Maple Leafs   | 2                   |                   |                     |            |                   |            |  |  |                    |                    |                    |
|  |               |                       | A1                  | Detroit Red Wings | 3                   |            |                   |            |  |  |                    |                    |                    |
|  |               |                       |                     | Detroit Red Wings | 3                   |            |                   |            |  |  |                    |                    |                    |
|  |               |                       |                     |                   |                     |            |                   |            |  |  |                    |                    |                    |
|  |               |                       |                     |                   |                     |            |                   |            |  |  |                    |                    |                    |
|  |               |                       |                     |                   |                     | A1         | Detroit Red Wings | 1          |  |  |                    |                    |                    |
|  |               | A2                    | Chicago Black Hawks | 3                 |                     |            |                   |            |  |  |                    |                    |                    |
|  | C2            | Canadiens de Montréal | 03                  |                   |                     |            |                   |            |  |  |                    |                    |                    |
|  | A2            | Chicago Black Hawks   | 14                  |                   |                     |            |                   |            |  |  |                    |                    |                    |
|  | A2            | Chicago Black Hawks   | 14                  | A2                | Chicago Black Hawks | 26         |                   |            |  |  |                    |                    |                    |
|  |               |                       |                     | A2                | Chicago Black Hawks | 26         |                   |            |  |  |                    |                    |                    |
|  |               |                       | A3                  | Montreal Maroons  | 02                  |            |                   |            |  |  |                    |                    |                    |
|  | C3            | Montreal Maroons      | A3                  | Montreal Maroons  | 02                  | 12         |                   |            |  |  |                    |                    |                    |
|  | C3            | Montreal Maroons      |                     |                   |                     |            |                   |            |  |  |                    |                    |                    |
|  | A3            | New York Rangers      | 01                  |                   |                     |            |                   |            |  |  |                    |                    |                    |

## NHL Awards und vergebene Trophäen
| Auszeichnung          | Spieler          | Team                |
| --------------------- | ---------------- | ------------------- |
| Calder Trophy:        | Russ Blinco      | Montreal Maroons    |
| Hart Memorial Trophy: | Aurèle Joliat    | Montréal Canadiens  |
| Lady Byng Trophy:     | Frank Boucher    | New York Rangers    |
| Vezina Trophy:        | Charlie Gardiner | Chicago Black Hawks |